# Deborah Gelisio
Deborah Gelisio (* 26. Februar 1976 in Belluno) ist eine ehemalige italienische Sportschützin.

## Erfolge
Deborah Gelisio nahm dreimal an Olympischen Spielen teil: 1996 belegte sie im Doppeltrap den 15. Platz. Bei den Olympischen Spielen 2000 in Sydney erzielte sie im Doppeltrap 107 Punkte in der Qualifikation und ging als Zweitplatzierte ins Finale. In diesem gelangen ihr weitere 37 Treffer, sodass sie mit insgesamt 144 Punkten hinter Pia Hansen den zweiten Platz belegte und somit die Silbermedaille gewann. Nachdem der Doppeltrap-Wettbewerb 2008 in Peking nicht mehr zum olympischen Programm gehört hatte, startete Gelisio in der Trap-Konkurrenz, die sie auf dem siebten Rang beendete.
Gelisio ist neunfache Weltmeisterin. 1995 in Nikosia, 1997 in Lima und 1998 in Barcelona wurde sie jeweils Weltmeisterin im Doppeltrap und gewann 1995 und 1997 auch mit der Mannschaft den Titel. Hinzu kommt eine Silbermedaille mit der Mannschaft, die sie 1993 in Barcelona gewann. Im Trap wurde sie 2005 in Lonato Weltmeisterin und 2007 in Nikosia Vizeweltmeisterin. Mit der Trap-Mannschaft folgten Titelgewinne 2007 in Nikosia, 2009 in Maribor und 2010 in München, dazu zweite Plätze 2005 in Lonato und 2014 in Granada.
Im Oktober 2000 erhielt sie für ihren Olympiaerfolg das Offizierskreuz des italienischen Verdienstordens.